# Конде, Хосе Антонио
Хосе Антонио Конде (исп. José Antonio Conde; 1765—1820) — испанский арабист.
Служа библиотекарем Эскориала, Конде нашёл в богатом собрании арабских рукописей этой библиотеки ценные материалы для своего главного труда: «Historia de la dominación de los Árabes en España» (Мадрид, 1820—1821 и позже; французский перевод, П., 1825; немецкий, 1824—1825). В 1814 был изгнан из Испании за симпатии к французам и умер в крайней бедности, оставив свой главный труд в рукописи, напечатанной после его смерти его друзьями, Маротеном и Тикнором.